# هوكي خاص
الهوكي الخاص هو نسخة من هوكي الجليد مكيفة للرياضيين ذوي إعاقة نمائية أو اضطراب معرفي. يختلف عن هوكي الزلاجات، الذي تم تطويره للرياضيين ذوي إعاقة جسدية. يُعرف الهوكي الخاص أحيانًا باسم هوكي مكيف، ويؤكد على المتعة، والعمل الجماعي، والتفاعل الاجتماعي، وتوفير بيئة مكيفة لقدرة المشارك. يوفر فرصة للقبول والانتماء لفريق، لم تكن لتوجد لولا ذلك. برامج الهوكي الخاص مفتوحة للذكور والإناث من جميع الأعمار، وليس فقط الأطفال. يستخدم الهوكي الخاص معدات هوكي الجليد القياسية، ولديه قواعد هوكي الجليد معدلة مثل عدم وجود التسلل، أو إعاقة الكرة (آيسينج)، أو العقوبات، وهي رياضة غير احتكاكية بدون تسجيل نتائج أو ترتيب.
يتم تنظيم الرياضة بواسطة متطوعين ومنظمات غير ربحية، وتعتمد على الرعاية وجمع التبرعات لتغطية غالبية التكاليف. نشأت البرامج في كندا والولايات المتحدة. الأندية في أمريكا الشمالية منتسبة إلى جمعية الهوكي الخاص الكندية، وجمعية الهوكي الخاص الأمريكية، واللتان بدورهما منتسبتان إلى هوكي كندا وهوكي الولايات المتحدة على التوالي. تقدم يو إس إيه هوكي منحة لمساعدة برامج الهوكي الخاص الجديدة والقائمة.
تنظم الهوكي الخاص الدولي بطولة دولية سنوية لأندية الهوكي الخاص في أمريكا الشمالية وأوروبا.

## روابط خارجية
- الهوكي الخاص الدولي
- جمعية الهوكي الخاص الأمريكية